# تاماش هاينال

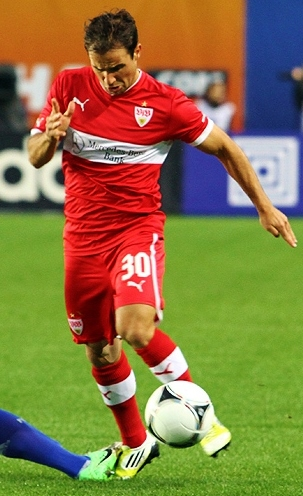

تاماس هاينال (بالمجرية: Hajnal Tamás)‏ (مواليد 15 مارس 1981 في إستيرغوم - المجر) لاعب كرة قدم مجري يلعب حاليا لصالح نادي الدرجة الأولى شتوتغارت الألماني منذ 2011 في مركز الوسط المهاجم .

## روابط خارجية
- تاماش هاينال على موقع قاعدة بيانات كرة القدم.إي يو (الإنجليزية)
- تاماش هاينال على موقع بيانات كرة القدم. دي إي (الألمانية)
- تاماش هاينال على موقع ناشيونال فوتبول تيمز (الإنجليزية)
- تاماش هاينال على موقع Soccerbase.com (لاعب) (الإنجليزية)
- تاماش هاينال على موقع Soccerway.com (الإنجليزية)
- تاماش هاينال على موقع عالم كرة القدم.نت (الإنجليزية)
- تاماش هاينال على موقع AS.com (الإسبانية)